# Celina, Texas
Celina là một thành phố thuộc quận Collin, tiểu bang Texas, Hoa Kỳ. Năm 2010, dân số của xã này là 6028 người.

## Dân số
- Dân số năm 2000: 1861 người.
- Dân số năm 2010: 6028 người.